# Alimento

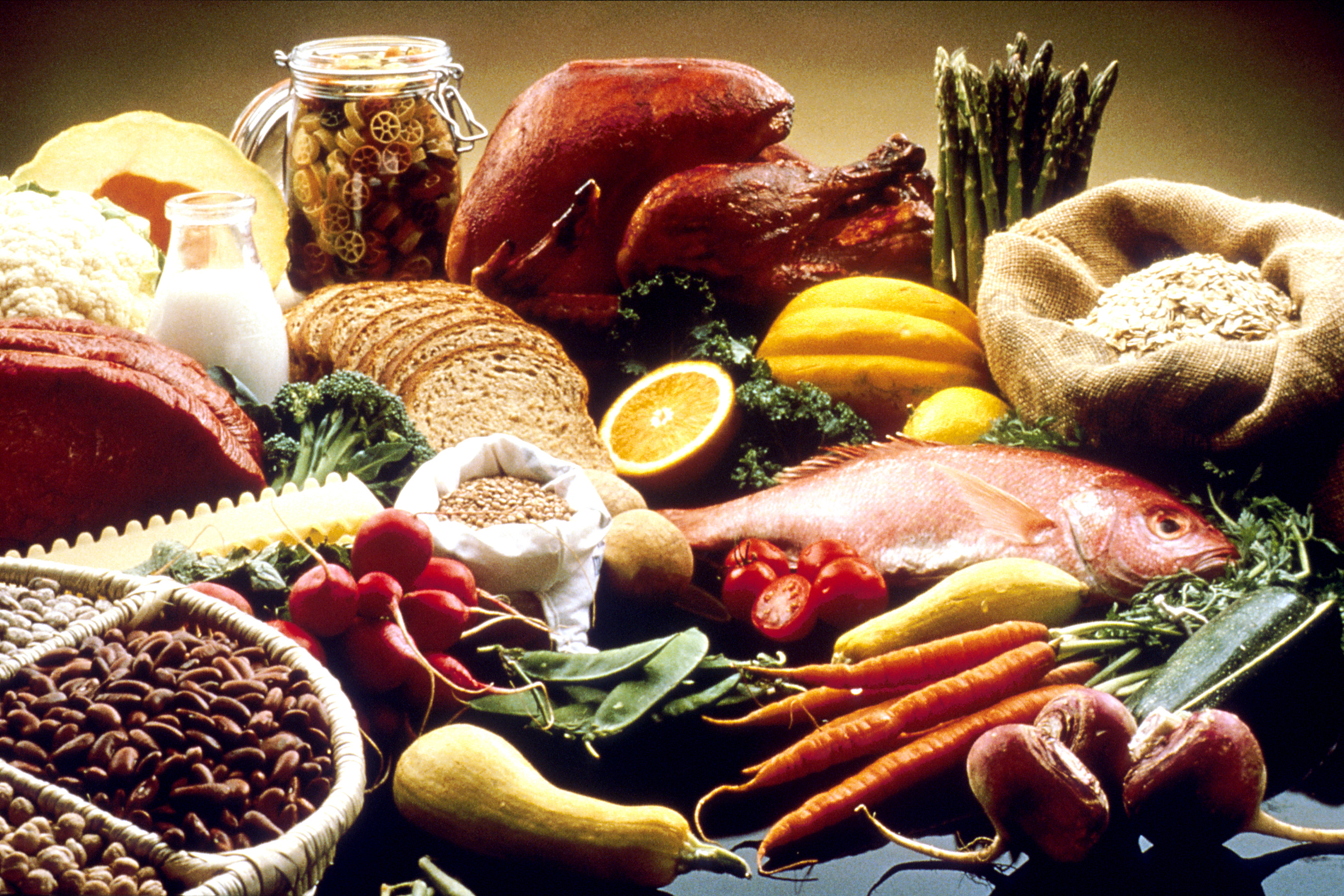
Juego de mesa con carnes rojas, pan, pasta, verduras, frutas, pescado y frijoles.

Alimento es cualquier sustancia consumida para proporcionar apoyo nutricional a un ser vivo heterótrofo. Los alimentos suelen ser de origen vegetal, animal o fúngico y contienen nutrientes macronutrientes, como carbohidratos, grasas, proteínas, y micronutrientes, como vitaminas o minerales. La sustancia (el alimento) es ingerida por un organismo y asimilada por sus células para proporcionar energía y mantener la vida. Las diferentes especies de animales tienen comportamientos de alimentación dependientes de las necesidades de su metabolismo único, a menudo adaptados para llenar un nicho ecológico específico dentro de contextos geográficos específicos.  
Además de los fines nutricionales, la alimentación humana se asocia a aspectos sociales y culturales, de salud y psicológicos.  
Los alimentos contienen nutrientes y no-nutrientes, como la fibra vegetal, que aunque no proporcione a los humanos materia y energía, favorece el funcionamiento de la digestión.  Los alimentos sanitarios son el objeto de estudio de diversas disciplinas científicas: la biología, y en especial la ciencia de la nutrición, estudia los mecanismos de digestión y metabolización de los alimentos, así como la eliminación de los desechos por parte de los organismos; la ecología estudia las cadenas alimentarias; la química de alimentos analiza la composición de los alimentos y los cambios químicos que experimentan cuando se les aplican procesos tecnológicos, y la tecnología de los alimentos que estudia la elaboración, producción y manejo de los productos alimenticios destinados al consumo humano, y de algunas otras especies dependiendo el valor nutritivo y propiedades.

## Fuentes de alimentos

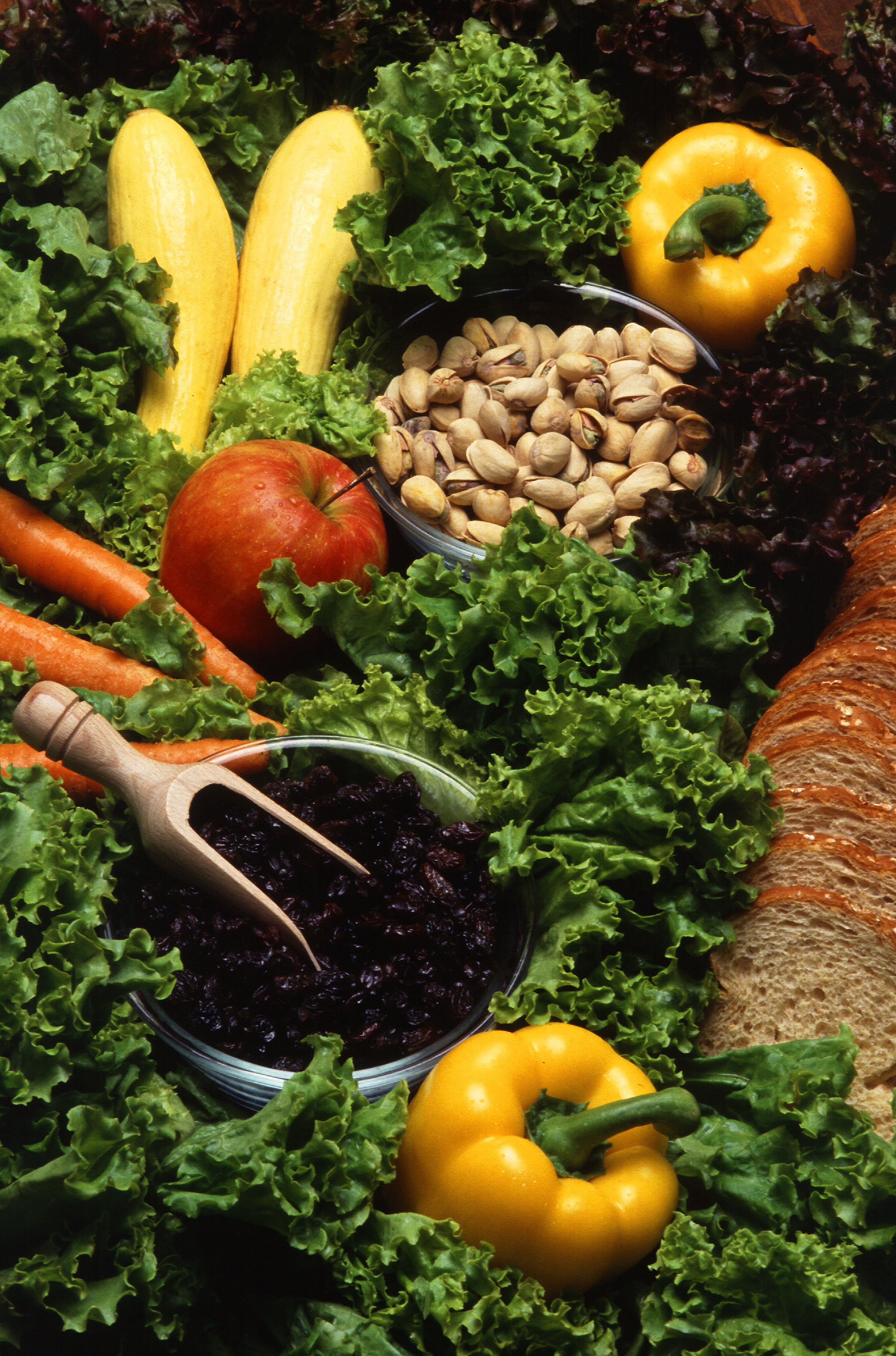
Variedad de alimentos vegetales.

### Plantas

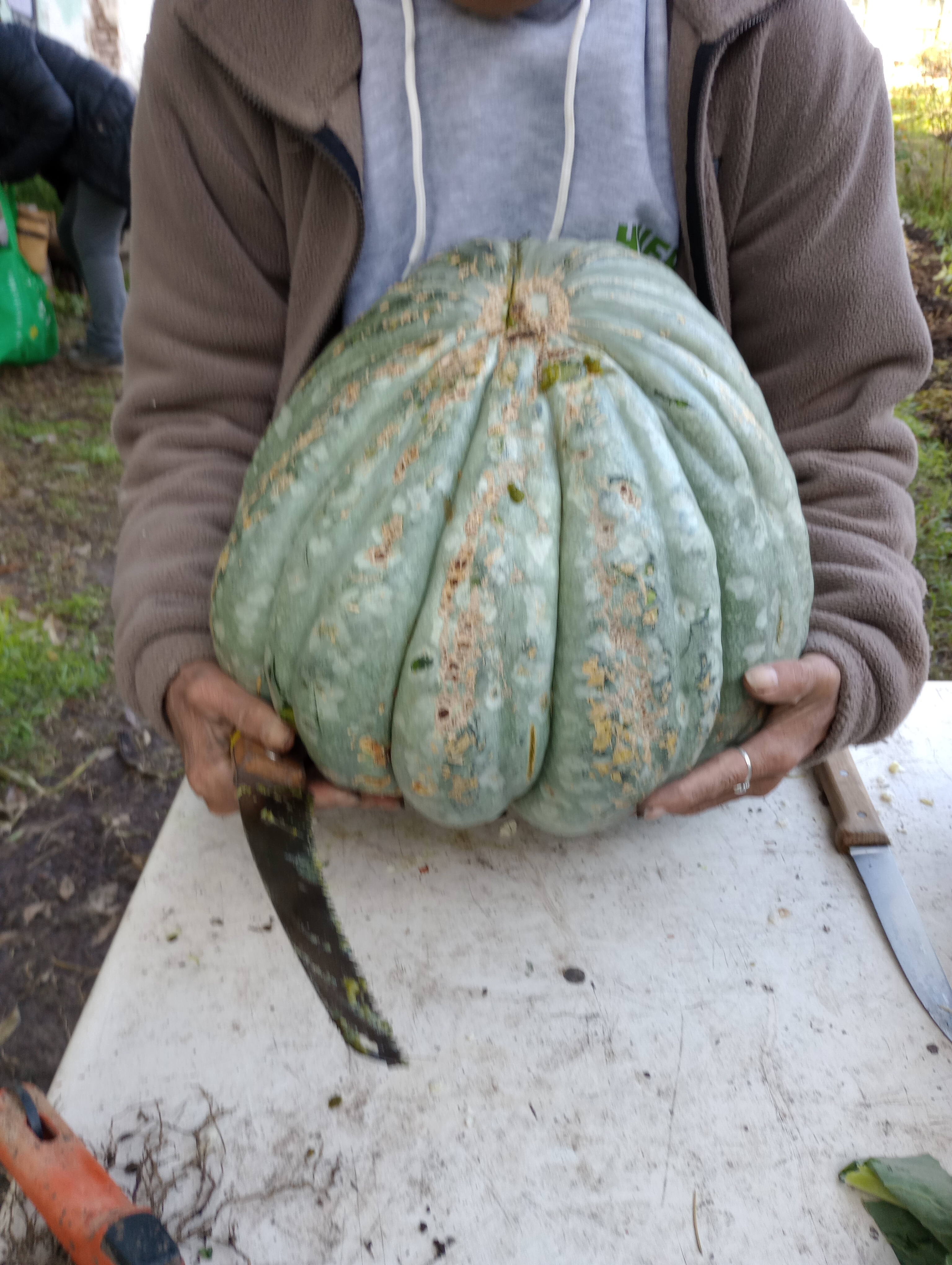
Foto de un zapallo plomo, producido en una huerta comunitaria agroecológica. Buenos Aires, 2025.

### Animales

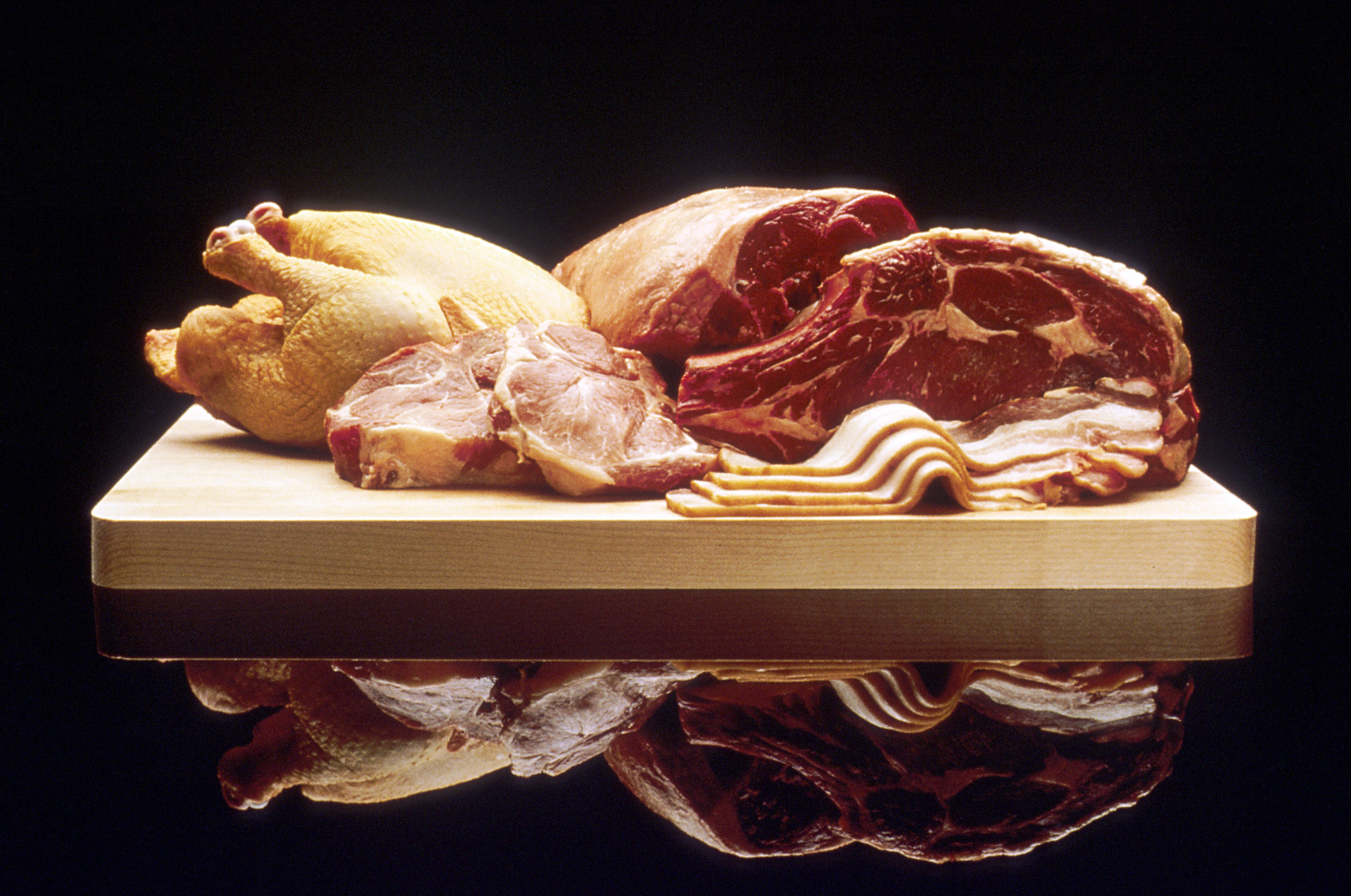
Diversos cortes de carne.

## Producción y adquisición de los alimentos

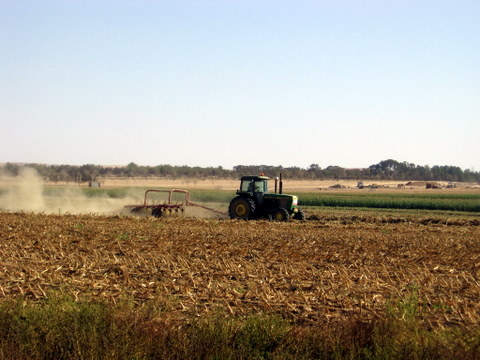
La tecnología ha hecho que la agricultura sea más productiva y efectiva, sin embargo las ventajas no se distribuyen en los países altamente productivos.

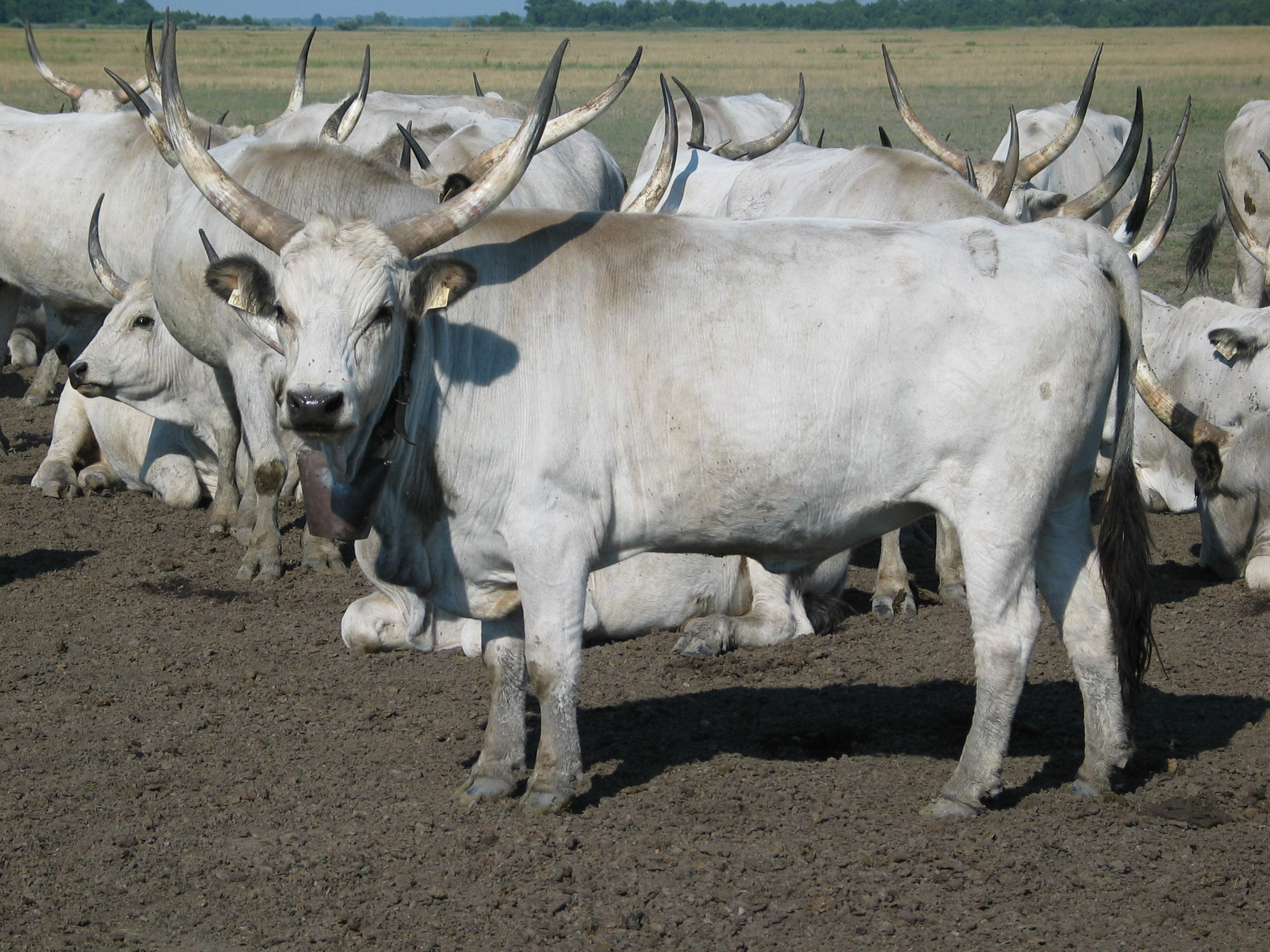
La ganadería es una técnica empleada desde la antigüedad, que consiste en la domesticación y crianza de animales.

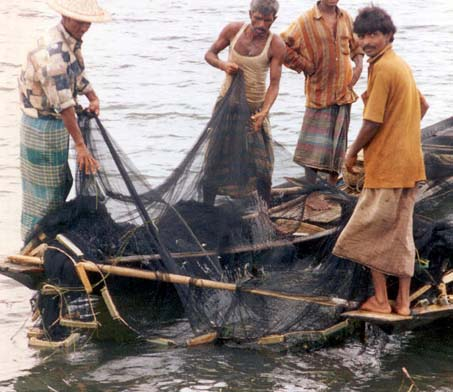
La pesca es el arte de sacar y capturar peces y otras especies acuáticas para el consumo humano.

### Sacrificio animal

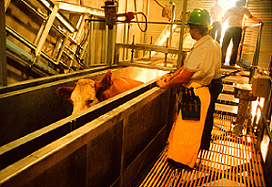
Equipo de un cuarto de matadero con una res de la raza cattle.

### Restaurantes y cafés

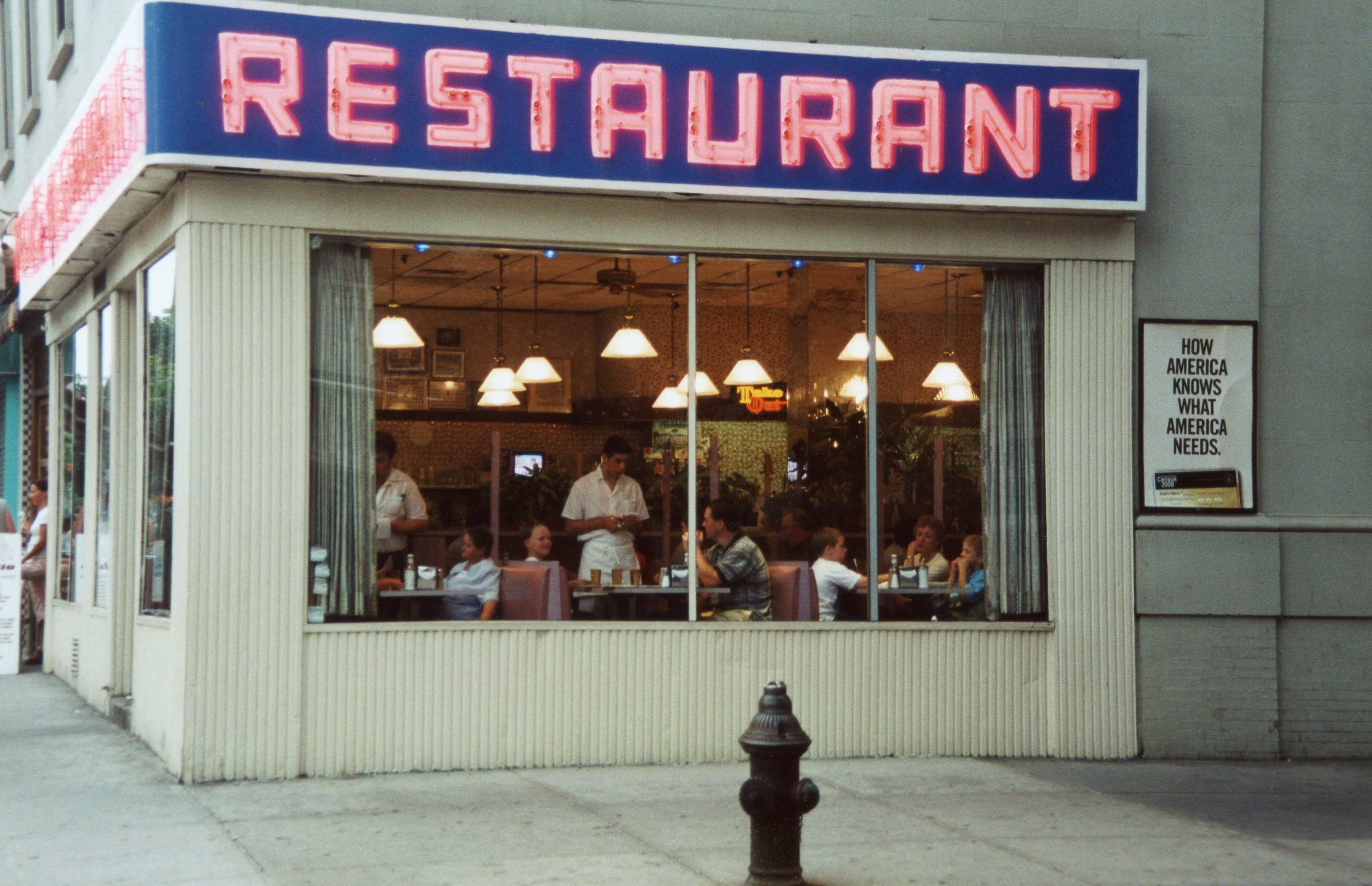
El Tom's Restaurant en Nueva York.

### Alimentos empaquetados

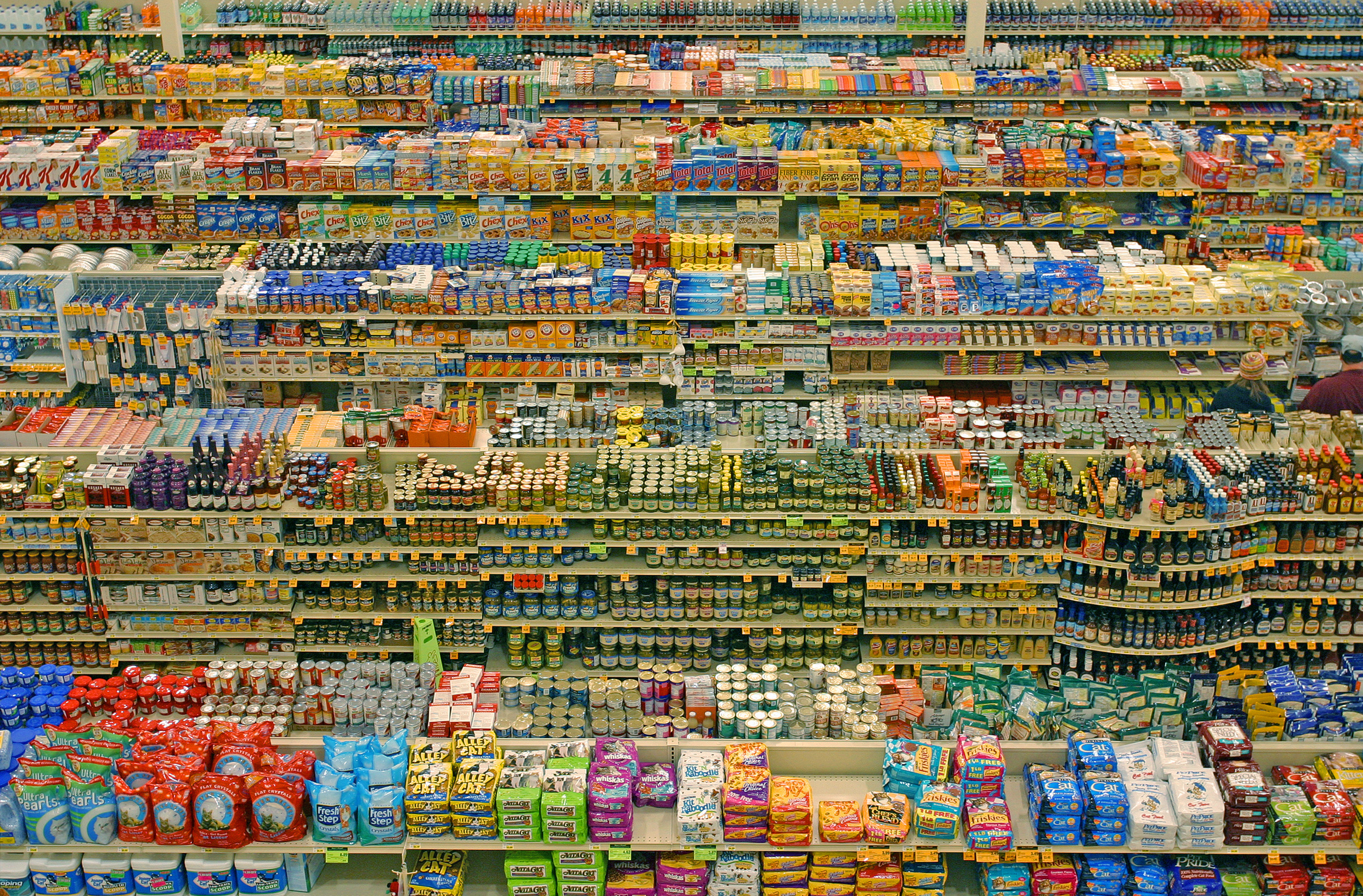
Diversos tipos de empaquetados en una estantería de supermercado.

### Cocina

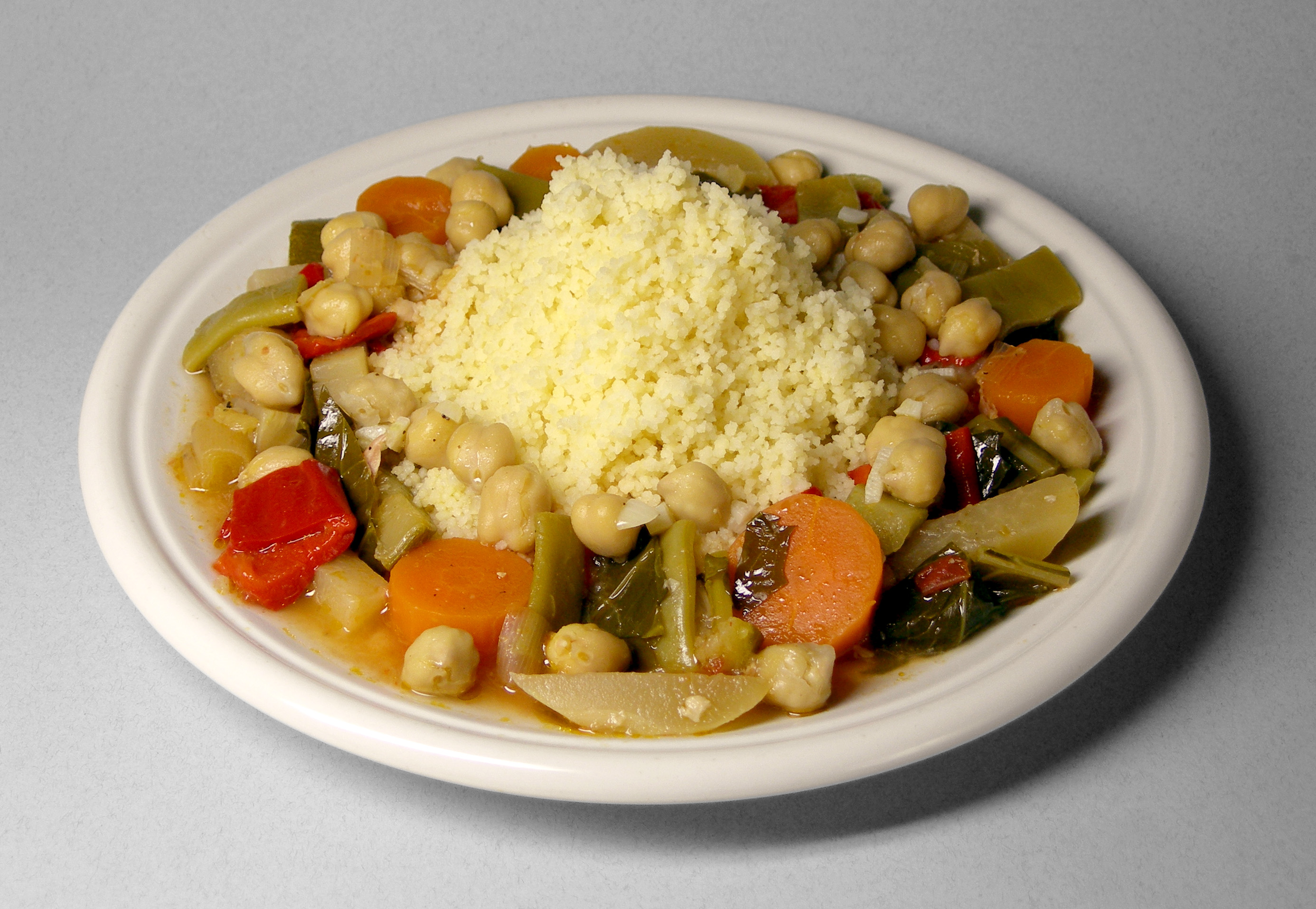
Plato de cuscús.

### Gastronomía

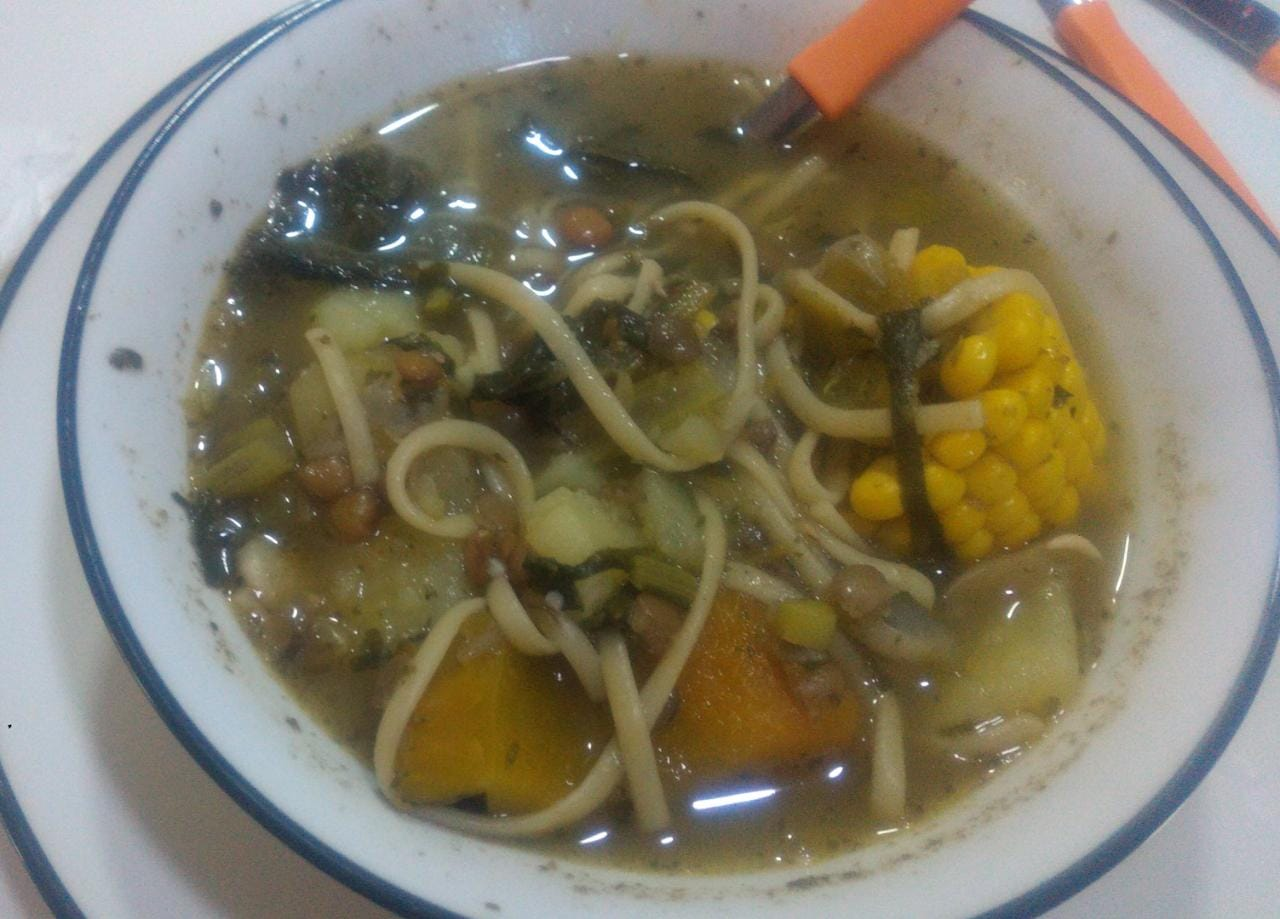
Sopa con verduras

#### Dietas culturales y religiosas

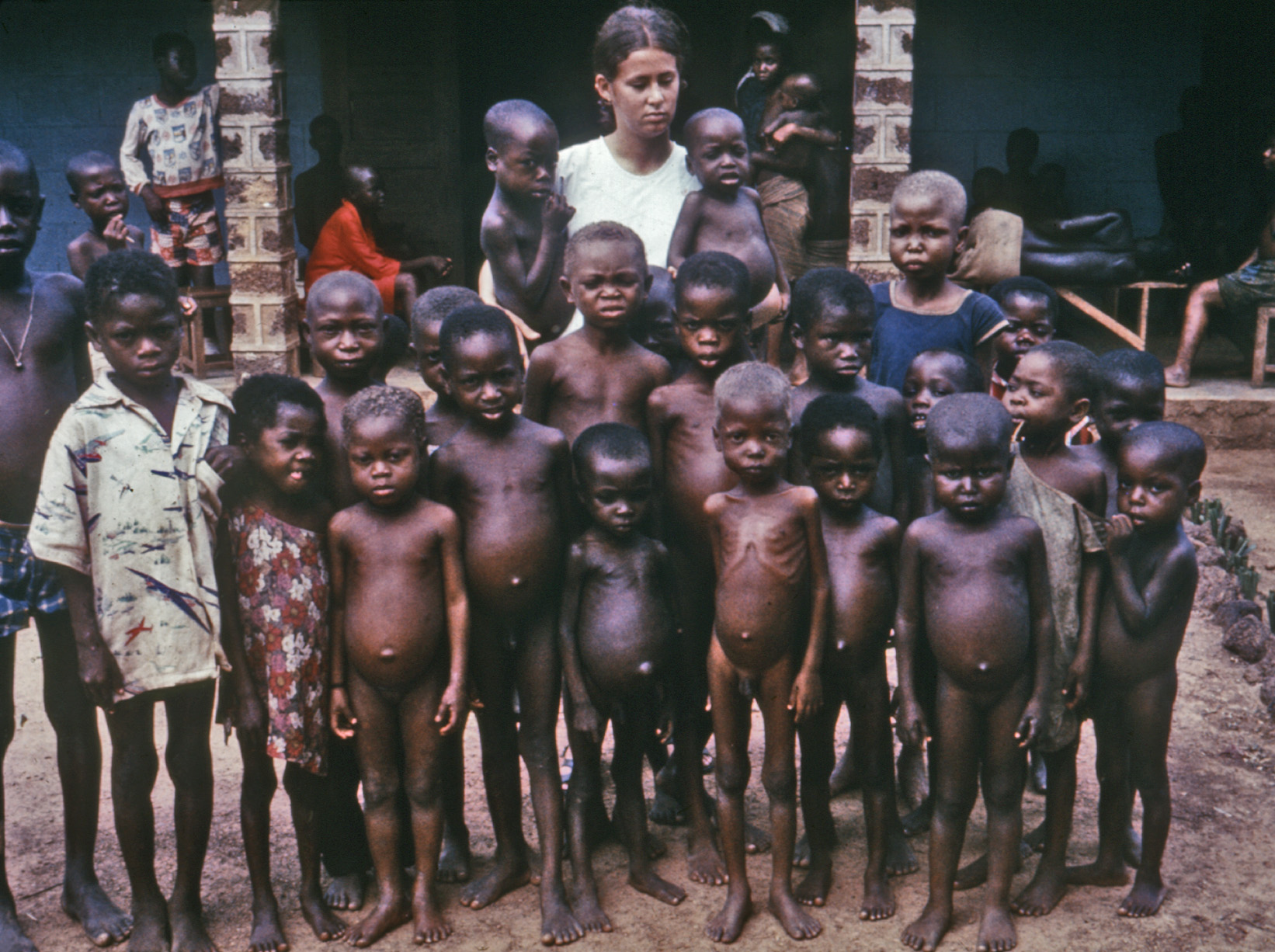
Estos niños, de un orfanato en Nigeria, muestran signos de malnutrición, cuatro de ellos tienen pelo de color gris, síntoma de una enfermedad llamada kwashiorkor.

## Nutrición

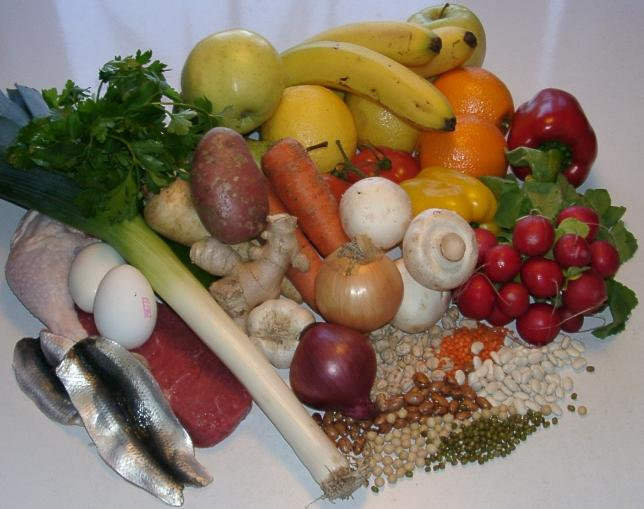
Gran variedad de frutas, verduras y otros alimentos.

#### Macronutrientes

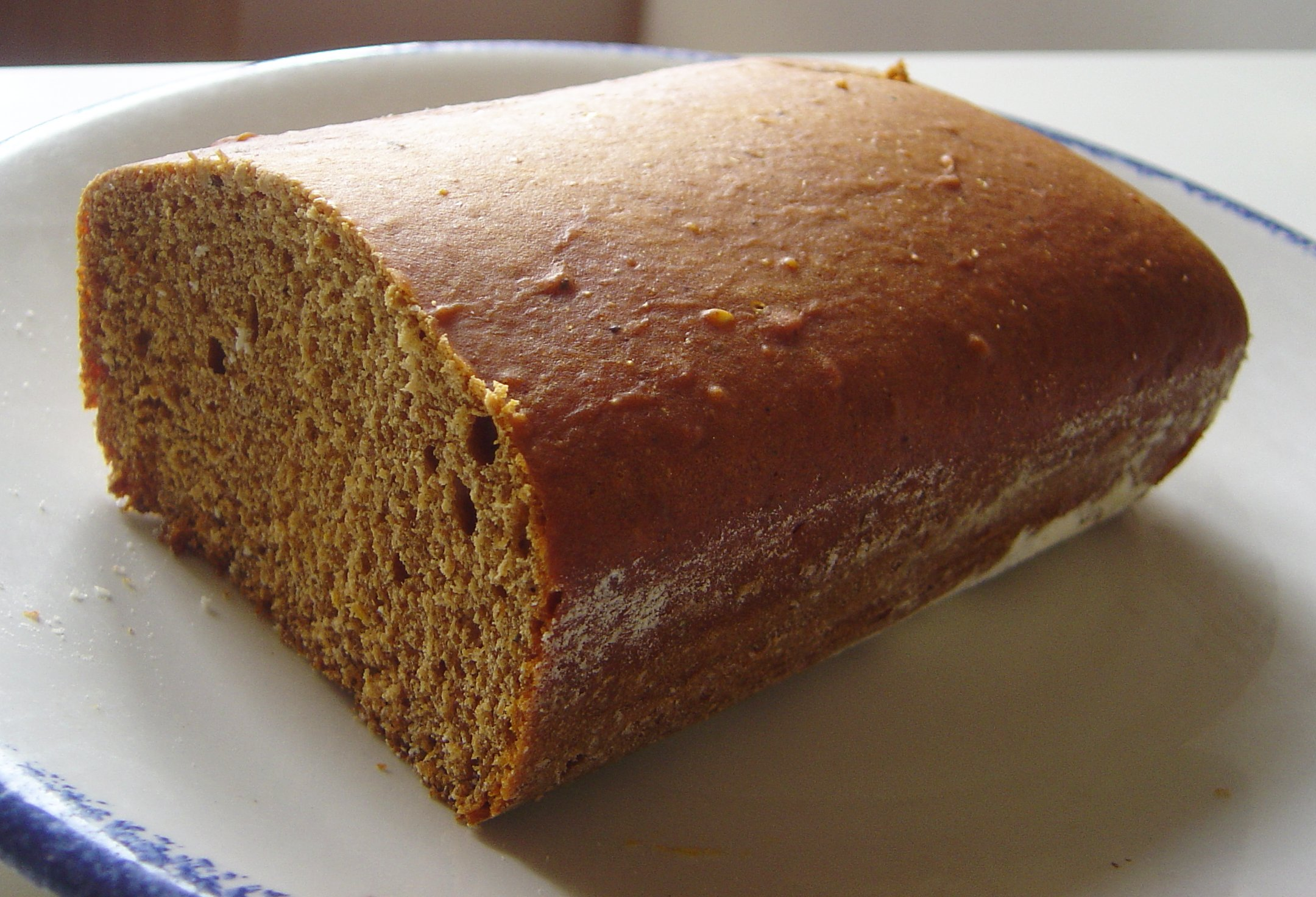
El pan, considerado un alimento básico por excelencia.